# Samba N'Diaye
Pour les articles homonymes, voir N'Diaye.
Samba N'Diaye (né le 30 novembre 1972 à Dakar) est un footballeur franco-sénégalais, qui évoluait au poste d'avant-centre. Il mesure 1,77 m pour 70 kg.

## Biographie
Formé à Dakar, Samba N'Diaye est repéré par Anderlecht alors qu'il n'a que 18 ans et s'y engage. Après deux saisons passées dans le centre formation du club, il est recruté par le FC Metz. En 1991, il est d'abord prêté en Ligue 2, à Beauvais, où il se révèle, puis à Lille, à l'échelon supérieur, où il confirme en inscrivant 4 buts. Il conquit les dirigeants messins qui le recrutent en 1993 et lui accordent une place de titulaire. Il ne répond pas alors aux attentes, n'inscrivant que 3 réalisations. La saison suivante, il est blessé la majeure partie de la saison et ne dispute que très peu de matchs et après une troisième saison décevante avec le club messin, il décide de partir. 
Samba N'Diaye s'engage alors avec l'AS Saint-Étienne qui évolue en 1996 en Ligue 2. Il termine alors avec ce club meilleur buteur du championnat 1996-1997, avec 19 réalisations. 
Cette réussite lui permet d'être remarqué et de rejoindre le FC Nantes et la Ligue 1 lors de l'été 1997. Il réalise alors une saison moyenne, sans rapport avec ses précédentes prestations avec l'ASSE. Puis la saison suivante, il ne dispute que trois matchs avec le club nantais avant de demander à partir.
Lors de l'hiver 1999, il retrouve alors le club stéphanois sous forme de prêt et il est sacré champion de France de D2 1998-1999 même s'il ne joue que six matchs avec le club forézien. De retour à Nantes et après des mois sans jouer, il rejoint Amiens lors de l'hiver 2000, mais il n'inscrit pas de but et déçoit. Il rejoint donc un nouveau club, les Chamois niortais, où il se relance avec onze buts en championnat et un but en huitième de finale de la Coupe de la Ligue 2001. Cependant, il n'intéresse pas les clubs de D1 et il rejoint l'AC Ajaccio, club avec lequel il est sacré Champion de France de D2 (2002). 
Son contrat avec le club corse n'étant pas prolongé à la fin de saison, il passe alors quatre saisons à l'étranger, à Dubaï puis au Qatar, avant de mettre fin à sa carrière professionnelle et de revenir en France.

## Carrière
- 1988-1990 :  RSC Anderlecht
- 1990-1991 :  FC Metz
- 1991-1992 :  Beauvais Oise UC (16 matchs et 5 buts en L2)
- 1992-1993 :  Lille OSC (22 matchs 4 buts en L2)
- 1993-1996 :  FC Metz (64 matchs et 6 buts en L1)
- 1996-1997 :  AS Saint-Étienne (41 matchs et 19 buts en L2)
- 1997-décembre 1998 :  FC Nantes (29 matchs et 5 buts en L1)
- décembre 1998-1999 :  AS Saint-Étienne (6 matchs en L2)
- janvier-juin 2000 :  Amiens SC (12 matchs en L2)
- 2000-2001 :  Chamois niortais (32 matchs et 11 buts en L2)
- 2001-2002 :  AC Ajaccio (33 matchs et 5 buts en L2)
- 2002-2004 :  Al Nasr Dubaï
- 2004-2006 :  Al Shamal
- 2006-2007 :  Al-Sailiya Sports Club

## Palmarès
- Championnat de France D2 (2) : 1999 (AS Saint-Étienne), 2002 (AC Ajaccio)
- Coupe de la Ligue : vainqueur en 1996 (FC Metz), finaliste en 2001 (Niort)